# Michelle Spring
Pour les articles homonymes, voir Spring.
Michelle Spring, née en 1947 à Victoria, en Colombie-Britannique, au Canada, est une femme de lettres canadienne, auteure de roman policier.

## Biographie
Elle passe son enfance sur l'île de Vancouver. À l'âge de 6 ans, elle est atteinte de tuberculose et, pendant sa convalescence dans un hôpital, elle lit la série des aventures d'Alice Roy. Elle s'intéresse ensuite aux œuvres d'Arthur Conan Doyle, de Daphne Du Maurier, de Shirley Jackson, de Dashiell Hammett et de Patricia Highsmith. En 1969, elle déménage en Angleterre.
Elle devient professeure de sociologie à l'université Anglia Ruskin à Cambridge. 
En 1994, elle publie Every Breath You Take, premier volume d'une série consacrée aux enquêtes de Laura Principal, détective privée à Cambridge. Grâce au cinquième titre de cette série, In the Midnight Hour, paru en 2001, elle est lauréate du prix Arthur-Ellis 2002 du meilleur roman.

## Œuvre

### Romans

#### SérieLaura Principal
- Every Breath You Take (1994)
- Running For Shelter (1995)
- Standing in the Shadows (1998) Publié en français sous le titre Jeu de main, jeu de vilain, Paris, Éditions Liana Levi, coll. « À corps et à crime », 2000  (ISBN 2-86746-237-1) ; réédition, Paris, Éditions du Seuil, coll. « Points » no 965 (2002)  (ISBN 2-02-049913-4)
- Nights in White Satin (1999) Publié en français sous le titre Nous n'irons plus au bal, Paris, Éditions Liana Levi, coll. « À corps et à crime », 2001  (ISBN 2-86746-281-9) ; réédition, Paris, Éditions du Seuil, coll. « Points » no 1030 (2003)  (ISBN 2-02-055655-3)
- In the Midnight Hour (2001)

#### Autres romans
- The Night Lawyer (2006)

### Autres ouvrages
- The Arvon Book of Crime Writing (2012), coécrit avec Laurie R. King
- Crime and Thriller Writing (2012), coécrit avec Laurie R King

## Prix et distinctions

### Prix
- Prix Arthur-Ellis 2002 du meilleur roman pour In the Midnight Hour[2]

### Nominations
- Prix Arthur-Ellis 1995 du meilleur premier roman pour Every Breath You Take[2]
- Prix Anthony 1995 du meilleur premier roman pour Every Breath You Take[3]
- Prix Arthur-Ellis 1998 du meilleur roman pour Standing in the Shadows[2]